# Baigneuses à la vache rouge
Baigneuses à la vache rouge est un tableau réalisé par le peintre français Émile Bernard en 1889. Cette huile sur toile est une idylle qui représente dix femmes nues près d'un plan d'eau, avec une vache rousse à l'arrière plan. Don de Christian de Galéa en 1984, l'œuvre est conservée au musée d'Orsay, ce musée parisien détenant par ailleurs depuis 2023 une autre peinture du triptyque duquel elle fait partie, Baigneuses aux nénuphars.
L'artiste s'est représenté en miroir devant Baigneuses à la vache rouge dans son Autoportrait au tableau « Baigneuses à la vache rouge », qui est également au musée d'Orsay. C'est aussi le cas dans l'Autoportrait de 1890 désormais au musée des Beaux-Arts de Brest, à Brest, dans le Finistère.

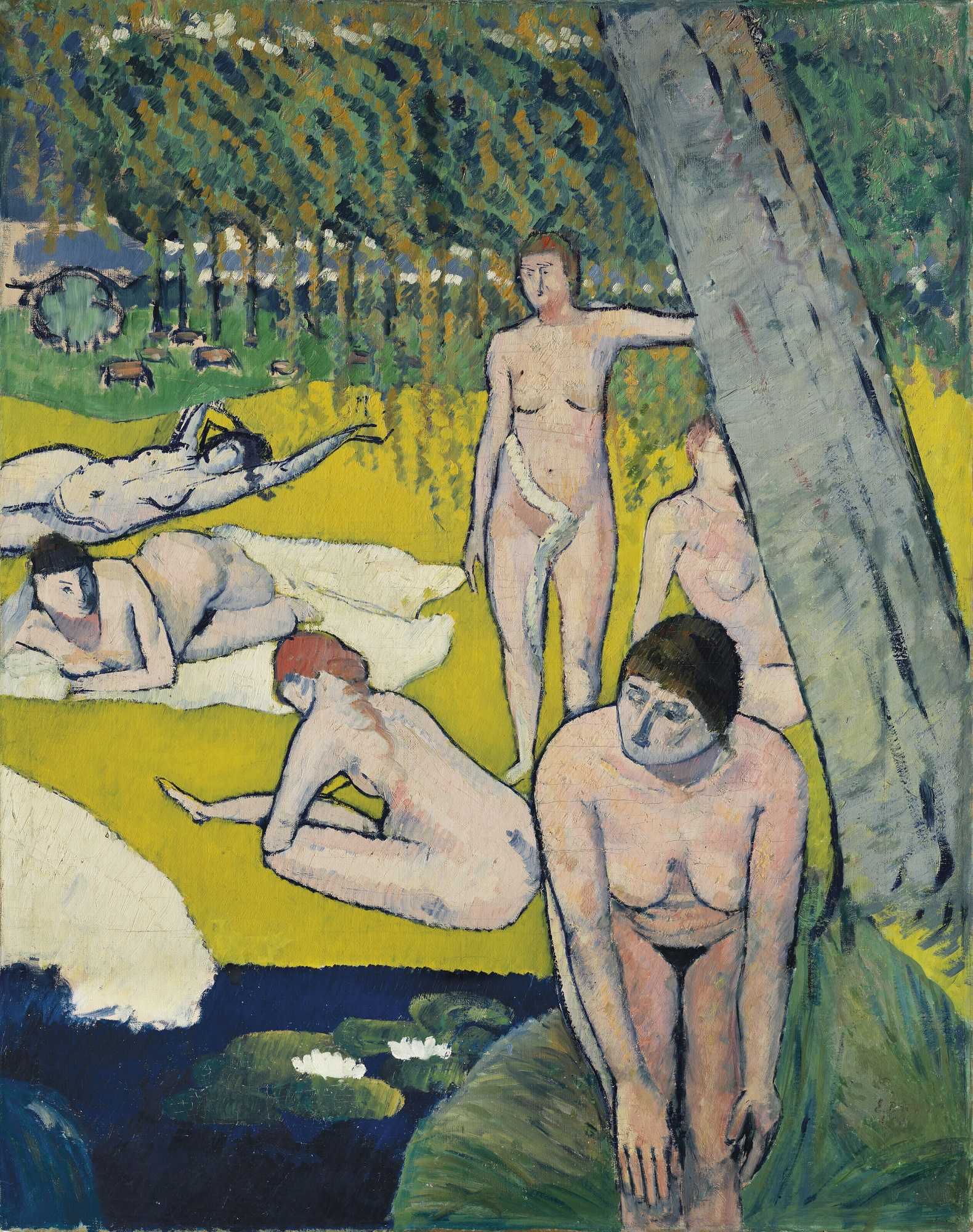
Baigneuses aux nénuphars, vers 1889 – Musée d'Orsay, Paris.
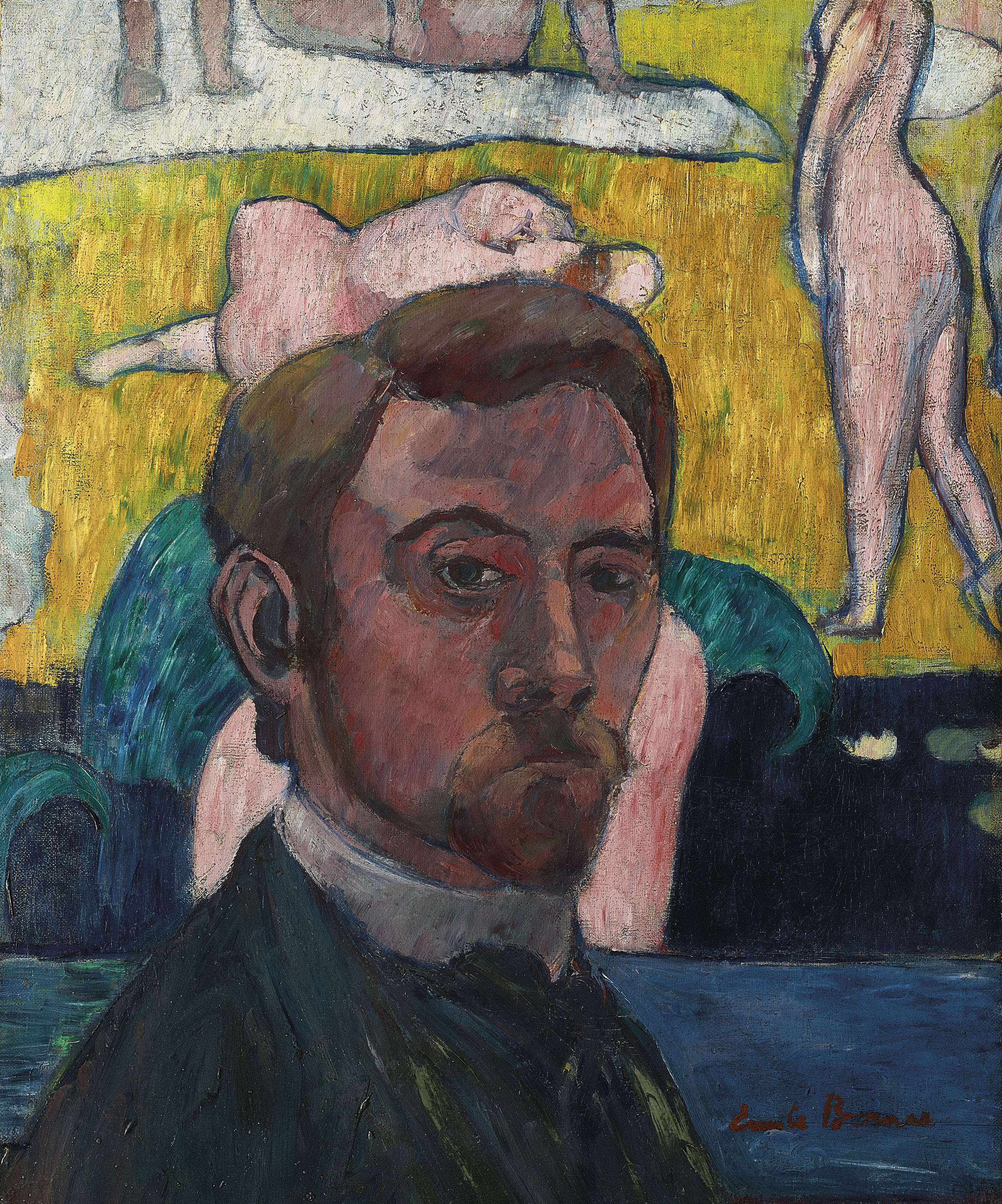
Autoportrait au tableau « Baigneuses à la vache rouge », vers 1889 – Musée d'Orsay, Paris.
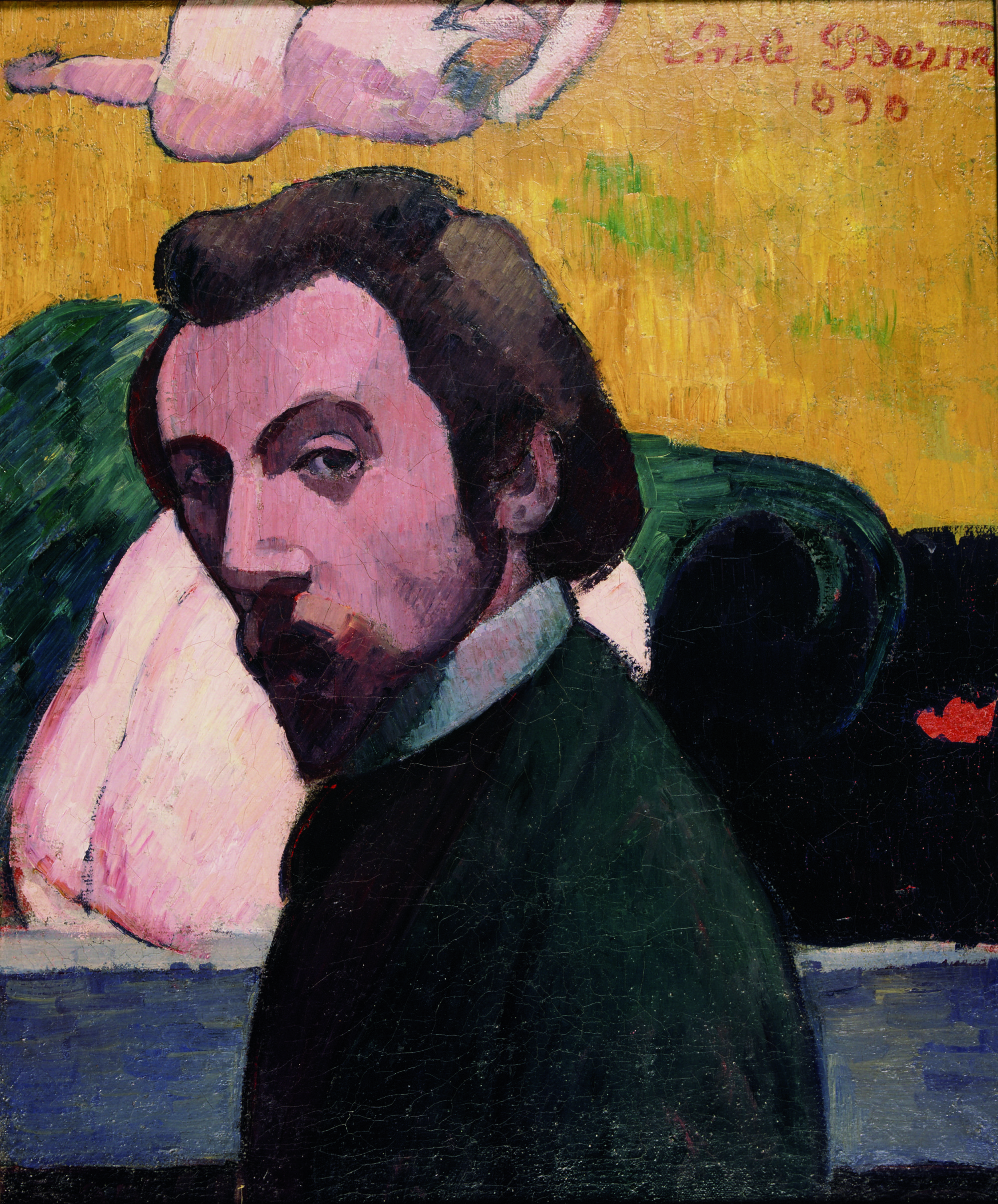
Autoportrait, 1890 – Musée des Beaux-Arts de Brest, Brest.